# 塔尔西 (约讷省)
塔尔西（法語：Talcy，法語發音：[talsi]）是法国勃艮第-弗朗什-孔泰大区约讷省的一个市镇，属于阿瓦隆区。

## 地理
塔尔西（47°34'20"N, 4°4'10"E）面积6.88 平方千米，位于法国勃艮第-弗朗什-孔泰大區约讷省，该省份为法国中北部内陆省份，西接卢瓦雷省，西北接塞纳-马恩省，南至涅夫勒省，东临科多尔省，东北与奥布省接壤。
与塔尔西接壤的市镇（或旧市镇、城区）包括：沙泰勒热拉尔、马尔莫、蒙雷阿勒、桑蒂尼、蒂济、吉永泰尔普莱讷。

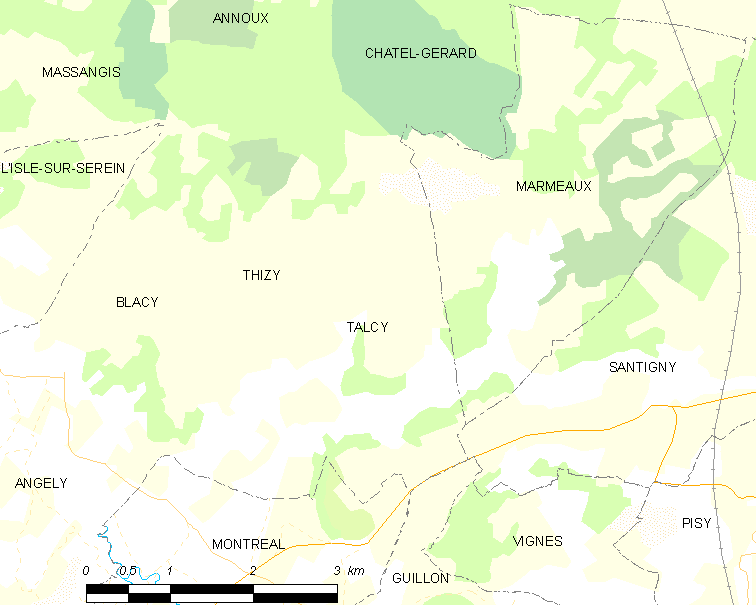
的OSM定位图

塔尔西的时区为UTC+01:00、UTC+02:00（夏令时）。

## 行政
塔尔西的邮政编码为89420，INSEE市镇编码为89406。

## 政治
塔尔西所属的省级选区为沙布利县。

## 人口

1962-2008年间人口变化图示

塔尔西于2022年1月1日时的人口数量为83人。